# Ubuntu pro Android
Ubuntu pro Android je softwarová platforma odvozená od linuxové distribuce Ubuntu. Sponzorovaná a vyvíjená je společností Canonical.
Ubuntu pro Android pracuje jako samostatná aplikace, kterou je třeba doinstalovat do Android zařízení přes aplikaci Google Play. Zařízení je možné poté připojit k speciálně upravené dokovací stanici, která po připojení k monitoru vytvoří z Android zařízení klasický stolní počítač.

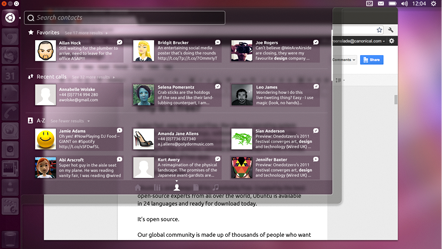
Ubuntu pro Android

## Konfigurace
Ubuntu pro Android je navržené pro použití na smartphonech a tomu odpovídá i instalační velikost, která se pohybuje okolo 2 GB. Aplikace vyžaduje alespoň jedno-jádrový procesor a 512 MB paměti RAM.

## Systémové požadavky
- Procesor dvoujádrový s výkonem 1 GHz
- Video akcelerace
- 2 GB místa pro obraz operačního systému
- HDMI výstup (či podpora redukce)
- USB vstup a podpora USB módu
- 512 MB RAM pro vlastní běh OS

## Software
- Ubuntu pro Android vychází z desktopové distribuce Ubuntu.
- Verze pro Android zařízení nepoužívá vlastní jádro, ale sdílí stejné jádro se systémem Android.
- Obsahuje stejný software, jako klasické Ubuntu pro stolní počítače. Příkladem může být hojně využívaný Thunderbird, Firefox, či VLC.
- Aplikace obsažené v Android zařízení je možné provozovat v prostředí Ubuntu.
- Většina funkcí samotného zařízení je upravena pro použití v Ubuntu pro Android. Především posílání a přijímání SMS, či telefonních hovorů.

## Další projekty
Ubuntu pro Android bylo poprvé představeno na kongresu Mobile World Congress 2012. Po příchodu aplikace Ubuntu pro Android začaly zároveň práce na dalším projektu. Jedná se o upravenou distribuci Ubuntu, která je použitelná na smartphonech jako samostatná platforma. Vedle iOS, Android, Windows Phone se zařazuje další mobilní platforma.
Ubuntu Mobile je modifikované pro použití na smartphonech a po připojení k dokovací stanici vytvoří klasický desktop s grafickým prostředím Unity.

## Funkční specifikace Ubuntu Mobile
- Zařízení bude používat upravené prostředí Unity shell.
- Většina aplikací z Ubuntu centra softwaru bude použitelná i v mobilním zařízení.
- Funkce samotného zařízení budou propojeny s prostředím Ubuntu.

Telefon v kapse by se skutečně choval „pouze“ jako chytrý telefon, po připojení do doku by z něj bylo možné vytvořit desktop, který přitom bude moci stále přistupovat i k čistě androidím aplikacím. Pokud bude telefon vybavený alespoň dvoujádrovým čipsetem, Tegrou 3 aj., výkonný by měl být dostatečně. Právě tento koncept v roce 2011 zkoušela Motorola, její desktopová nadstavba ale nebyla uživateli přijata.
V současné době Canonical plánuje také uvedení vlastní série dokovacích stanicí a ostatního příslušenství, mezi které spadají především kabely k monitoru a bezdrátová klávesnice s myší. Výrobce ale není dosud znám.